# سيدتي التعليمية (مجلة)
سيدتي التعليمية، مجلة شهرية متخصصة بكل ما يخص التعليم.

## محتوى المجلة
تتضمن العديد من القضايا الهامة والخاصة بالمرأة والفتاة السعودية، وتتطلع لأن تكون النموذج للمجلة النوعية الأقرب إلى تفكير الفتيات والسيدات وتحتوي أهم الأدلة للطالبات وأحدث وسائل التكنولوجيا وطرق التعامل بها.
بالإضافة لعدد من المواضيع المهمة في الصحة والتغذية والحوارات الشيقة مع أبرز شخصيات المجتمع السعودي وأبرز الإنجازات النسائية ودورها محلياَ وعالمياً.

## أبواب المجلة
- نادي الطالبات
- نادي الموظفات
- تكنولوجيا وتعليم
- موهبة'

## رؤساء تحرير مجلة سيدتي
حاليا يرأس تحرير المجلة منذ عام 2005 محمد فهد الحارثي.

### شركات المجموعة
- الشركة السعودية للأبحاث والنشر'
- الشركة السعودية للنشر المتخصص'
- الخليجية للإعلان والعلاقات العامة'
- الشركة العربية للوسائل'
- الشركة السعودية للطباعة والتغليف'
- الشركة السعودية للتوزيع'
- المدينة المنورة للطباعة والنشر'
- شركة مطابع هلا'

## وصلات خارجية
- موقع مجلة سيدتي التعليمية